# Lac Lepage
Lac Lepage är en sjö i Kanada.   Den ligger i regionen Mauricie och provinsen Québec, i den sydöstra delen av landet, 300 km norr om huvudstaden Ottawa. Lac Lepage ligger 408 meter över havet. Arean är 20,2 kvadratkilometer. Den sträcker sig 9,4 kilometer i nord-sydlig riktning, och 4,9 kilometer i öst-västlig riktning.
Trakten runt Lac Lepage är nära nog obefolkad, med mindre än två invånare per kvadratkilometer.